# Estació de Santiga
Santiga és una estació de ferrocarril en projecte que s'ubicarà a l'est del municipi de Barberà del Vallès, a la comarca del Vallès Occidental. A l'estació hi pararan trens de la futura línia Orbital Ferroviària (LOF), i se situarà al bell mig del polígon industrial Santiga, a la rotonda que uneix les avingudes d'Arraona i del Castell de Barberà amb el carrers Llobateres i Serra de la Salut.

## Serveis ferroviaris
| Rodalia de Barcelona   |                               |               |            |                        |
| Procedència/Destinació | <                             | Línia         | >          | Procedència/Destinació |
| Projectat              |                               |               |            |                        |
| Mataró                 | Santa Perpètua - Can Folguera | Línia Orbital | Can Llobet | Vilanova i la Geltrú   |